# Glass
För andra betydelser, se Glass (olika betydelser).
Glass, förr även glace, är ett fryst livsmedel vars huvudingredienser traditionellt är socker, grädde eller mjölk och ibland äggula. Ordet kommer från det franska ordet för is, glace. Glass har en bakgrund som snö eller is smaksatt med frukt eller honung. På 1500- och 1600-talen ledde tekniska framsteg till möjligheten att tillverka en glass i modern mening, som en jämn massa utan stora iskristaller.

## Innehåll och tillverkning
Fransk typ av glass innehåller äggula, vilket gör den mer fyllig. Amerikansk typ av glass innehåller traditionellt inte äggula, även om det blivit vanligare.
Ingredienserna kan antingen kallvispas eller så sjuds äggula och socker under vispning. Äggsmeten fryses sedan under omrörning vilket ger en krämig konsistens. När glassen kärnas tillförs luft i den. I billigare varianter vispas mer luft in i glassen.
Fabrikstillverkad glass kan innehålla skummjölk, grädde, socker, vegetabiliskt fett, glukos-fruktossirap, stabiliseringsmedel, emulgeringsmedel, sojalecitin, vasslepulver och arom. 

## Historia

### Bakgrund

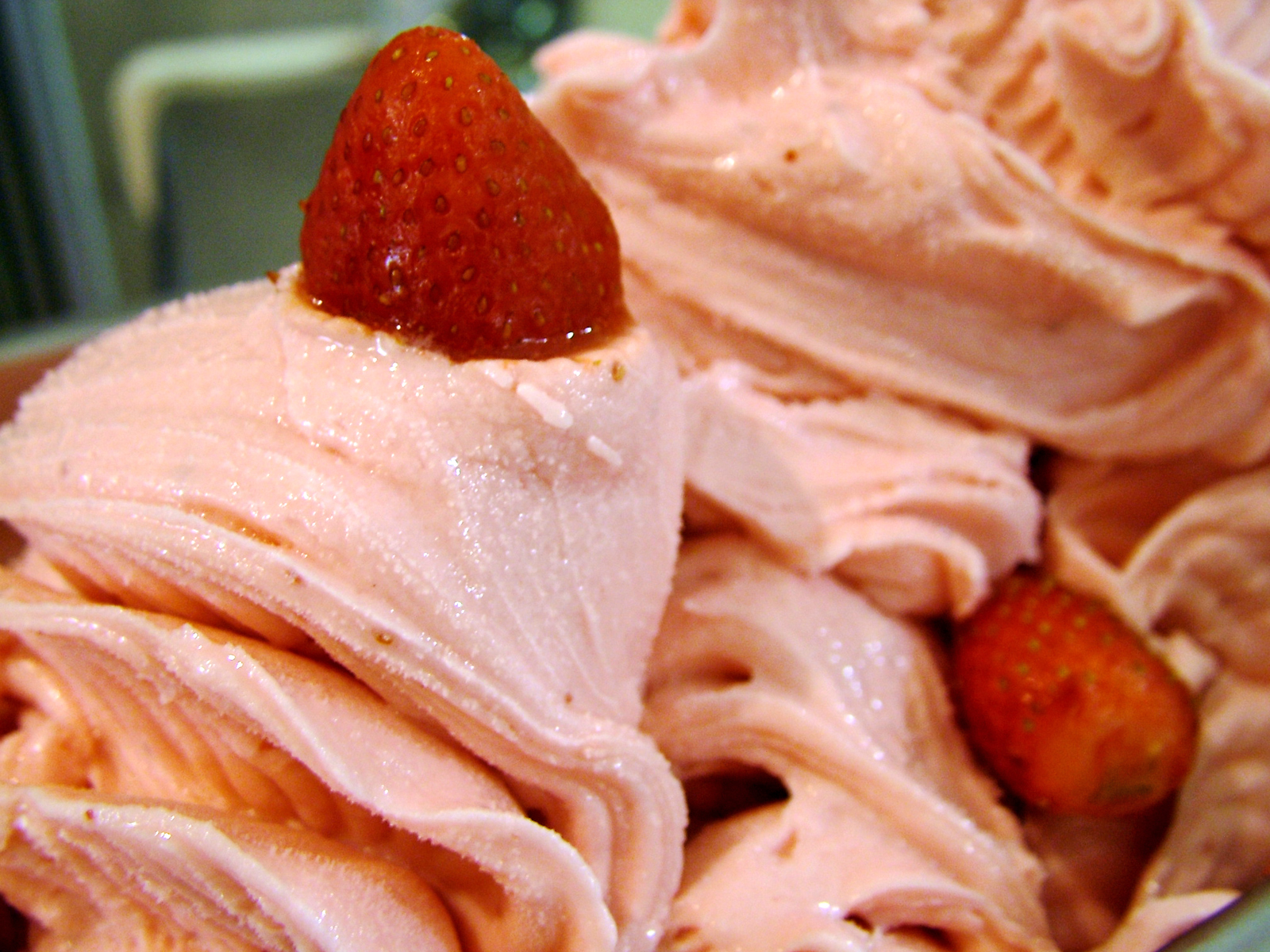
Jordgubbsglass med jordgubbar.

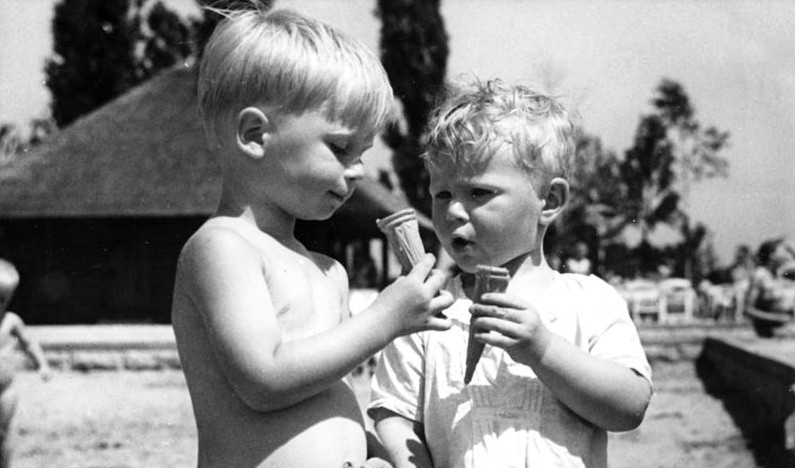
Barn med glasstrutar 1949.

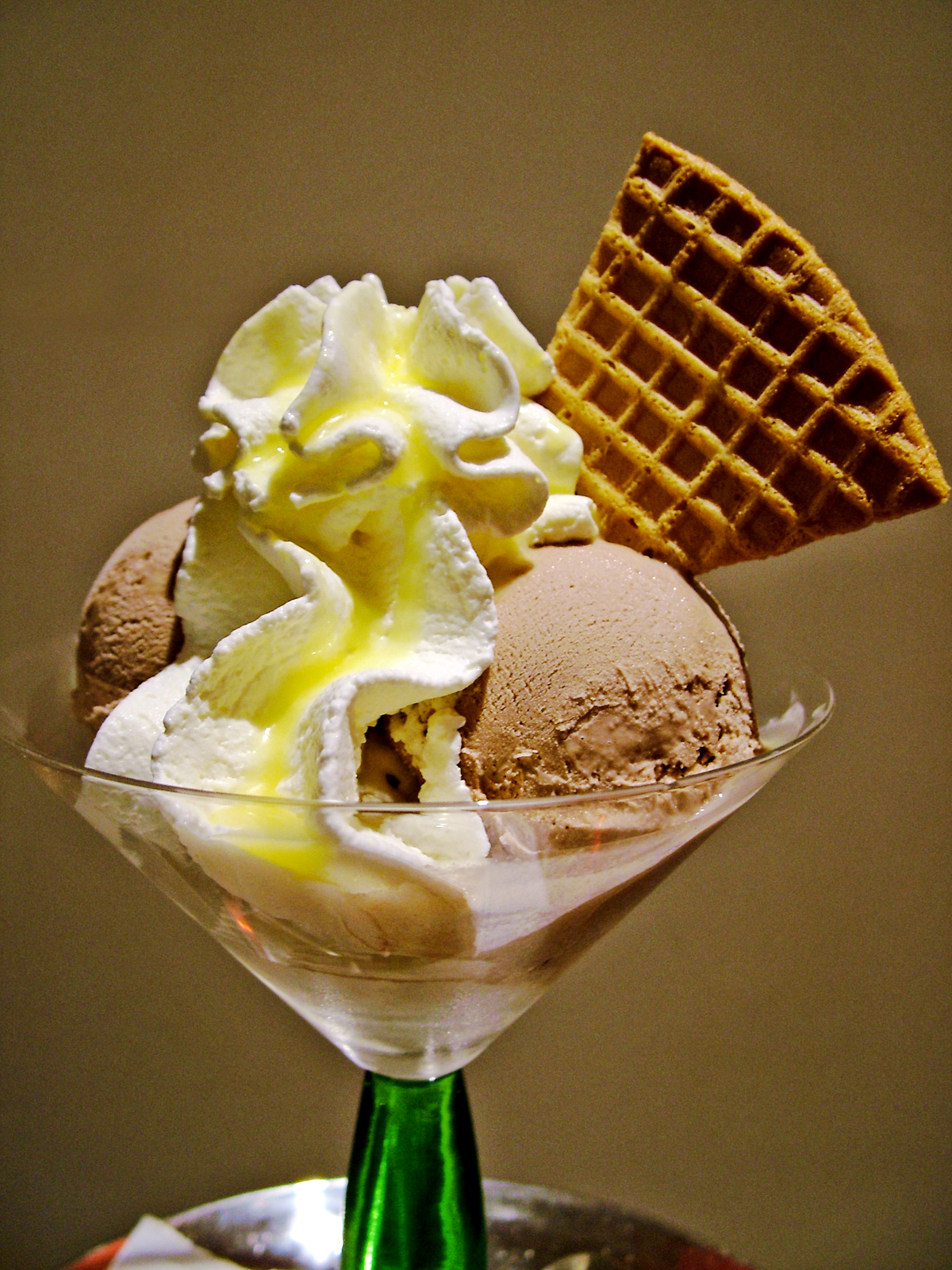
Glass med vispgrädde och rån

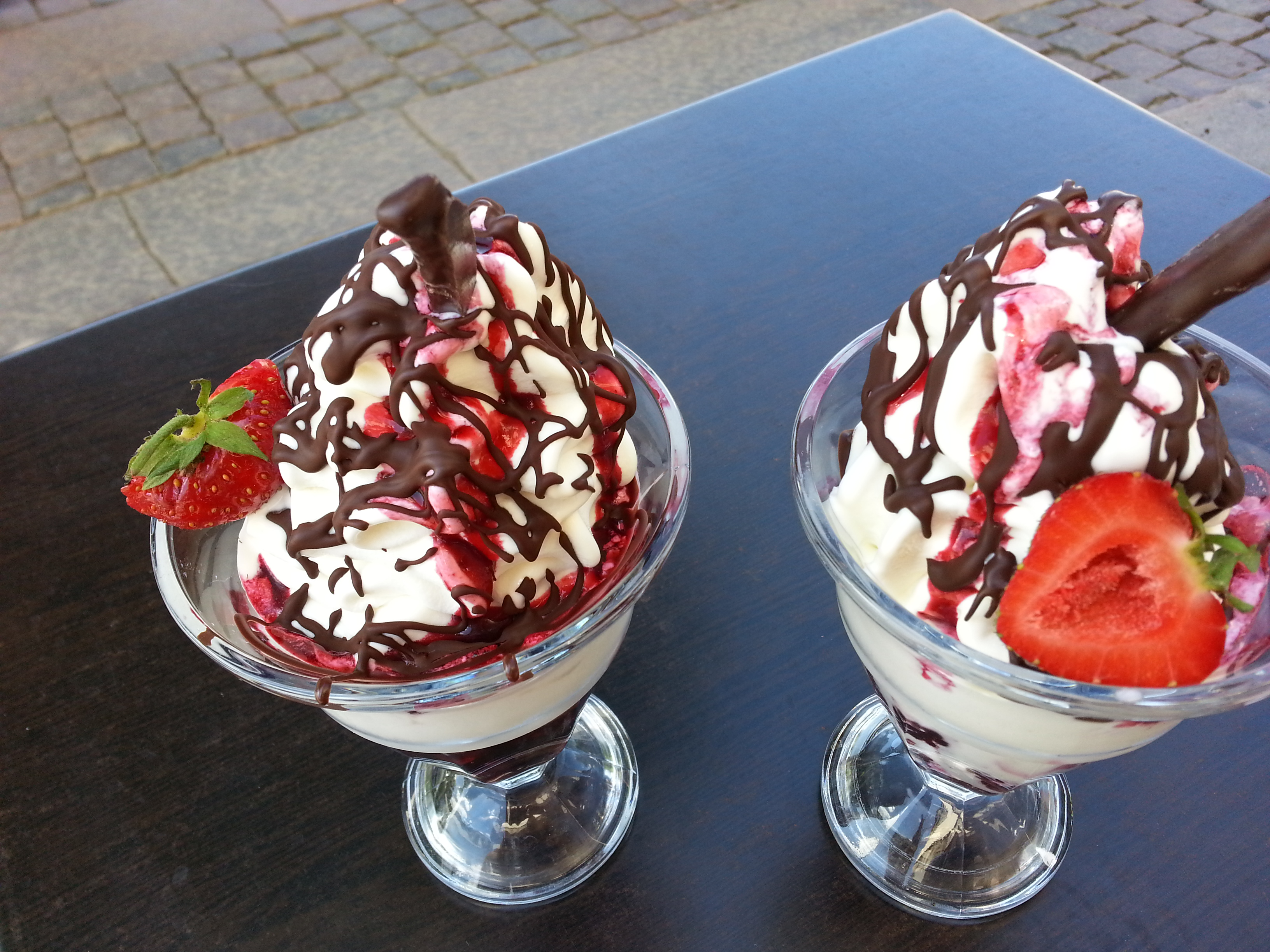
Glass med chokladsås

Glassens äldre historia är osäker. Det finns dock olika sägner.
Mycket gamla kinesiska skrifter beskriver glasstillverkning av fruktsaft och snö. I Persiska riket tillverkade man glass av snö som bevarades under året i kylrum och smaksattes med frukt och fruktjuice, rosenvatten, saffran och honung. En annan variant tillverkades med tillsats av mjölk. I Romarriket avnjöts glass; svårigheten att få tag på snö eller is i medelhavsområdet innebar dock att desserten var reserverad för privilegierade samhällsgrupper.
Troligen tillverkades glass i Europa 400 f.Kr, då Alexander den store var mycket förtjust i en blandning av honung, fruktsaft och mjölk som frystes genom att blandas med hårdpackad snö. Under de första århundradena efter Kristi födelse fanns det butiker i Rom som sålde heta drycker på vintern och isade eller frysta drycker på sommaren. Dessa framställdes med hjälp av snö som hämtades från bergen av slavar ditsända av kejsar Nero (50 e Kr). Snön användes sedan för att frysa honung och fruktkött till glass.
Plinius den äldre nämner att en del romare drack is, medan andra föredrog snö. Han berättade även att man funnit ett sätt att även under de hetaste månaderna kunna frambringa snö. Det är dock osäkert om han menar ett sätt att bevara kylan eller om det handlar om experiment med köldblandningar.

### Medeltiden till 1500-talet
Det påstås ofta att Marco Polo introducerade glassen i Italien i slutet av 1200-talet och att han skulle ha smakat glass under sin tid i Peking. Historien är dock inte belagd och Marco Polo nämner inget om rätten i sina skrifter.
År 1550 omtalas för första gången köldblandningar framställda med salpeter i vatten. Detta blev en revolution för glasstillverkningen och innebar att man kunde framställa glass i modern mening, en hårdfrusen jämn massa. Mot 1600-talets slut hade man funnit att en blandning av is eller snö och grovt salt kunde sänka temperaturen till minus 15 eller minus 20 grader.
Från Italien spred sig glassen till Frankrike genom Katarina av Medici. När hon 1533 gifte sig med den franske prinsen förde hon med sig ett flertal italienska köksmästare, däribland sockerbagaren Francesco Procopio Coltelli som brukar räknas som den moderna glassens uppfinnare. Det vanligaste vid denna tiden var dock fortfarande glass av frusen saft eller fruktpuré.

### 1600- och 1700-talet
På 1660-talet öppnades Café Procopé i Paris, den första glassbaren. Glassätandet blev snart en modefluga bland överklassen och 1676 kom de franska glass- och lemonadtillverkarna att träda ur sockerbagarnas skrå och bilda ett eget.
René Antoine Ferchault de Réaumur kom att betyda mycket för glassens utveckling. Han utgav 1734 en skrift om glasstillverkning i vilken han skriver att frysningen måste ske långsamt för att inte isbitar skall bildas i glassen, och att man noggrant måste blanda glassen och skrapa loss glass som frusit fast på kärlets väggar för att få en jämn konsistens.
1751 införde Joseph Gilliers sorbetièren, en träbytta med inre behållare för glassen. Mellanrummet packades med is och grovt salt och glassen rördes i byttan tills den blev genomfrusen. M. Emy utvecklade i L'Art de Bien Faire les Glaces d'Office (1768) Gilliers sorbetiér genom att utrusta den med en vev och skovlar i byttan, så att glassen kunde vara i jämn rörelse medan den frös.
Under 1700-talet började glass säljas till allmänheten i Nordamerika, men det var först på 1800-talet som försäljningen tog fart då den första grossistfirman startade. På 1800-talet åt man glass vanligtvis på kafé. 
I Sverige finns glasstillverkning belagt sedan 1700-talet, bland annat genom recept i Cajsa Wargs kokbok från år 1755. 

### 1800- och 1900-talet
Under perioden - särskilt i början av 1900-talet - uppfanns nya desserter som innehöll glass. Banana split skapades i USA 1904. Men framför allt utvecklades tillverkningen och förpackningen, även detta i USA. 1904 uppfann amerikanen Charles E. Miches glasstruten. 1923 uppfann Harry Bur från Ohio glasspinnen, som gjorde glass enklare att konsumera . 1927 uppfanns den moderna glassmaskinen för massproduktion av glass.
I Sverige är det första belägget på gatuförsäljning av glass från 1890. 1917 öppnade italienaren Pietro Ciprian en glasskiosk vid Sankt Eriksplan. Snart följdes han av andra glassförsäljare. På 1930-talet började Mjölkcentralen tillverka glass, och 1935 lanserades Puckstången som den första glasspinnen i Sverige.
På 1960-talet slog glassbilen igenom i flera länder. Bland annat började Hemglassbilen köra ut glass till bostadskvarter i Sverige 1968.
Från Sovjetunionen gjorde folkkommissarien för livsmedelsproduktion Anastas Mikojan 1936 ett studiebesök i USA, varefter han 1937 införde tillverkning av glass i våffelbägare med namnet Plombir (efter franska plombières). Produktionen i Moskva utvidgades med tiden till Leningrad, Charkiv och 1940 även Kyiv. Glassen producerades i samma utseende fram till 1990-talet.

## Olika typer av glass

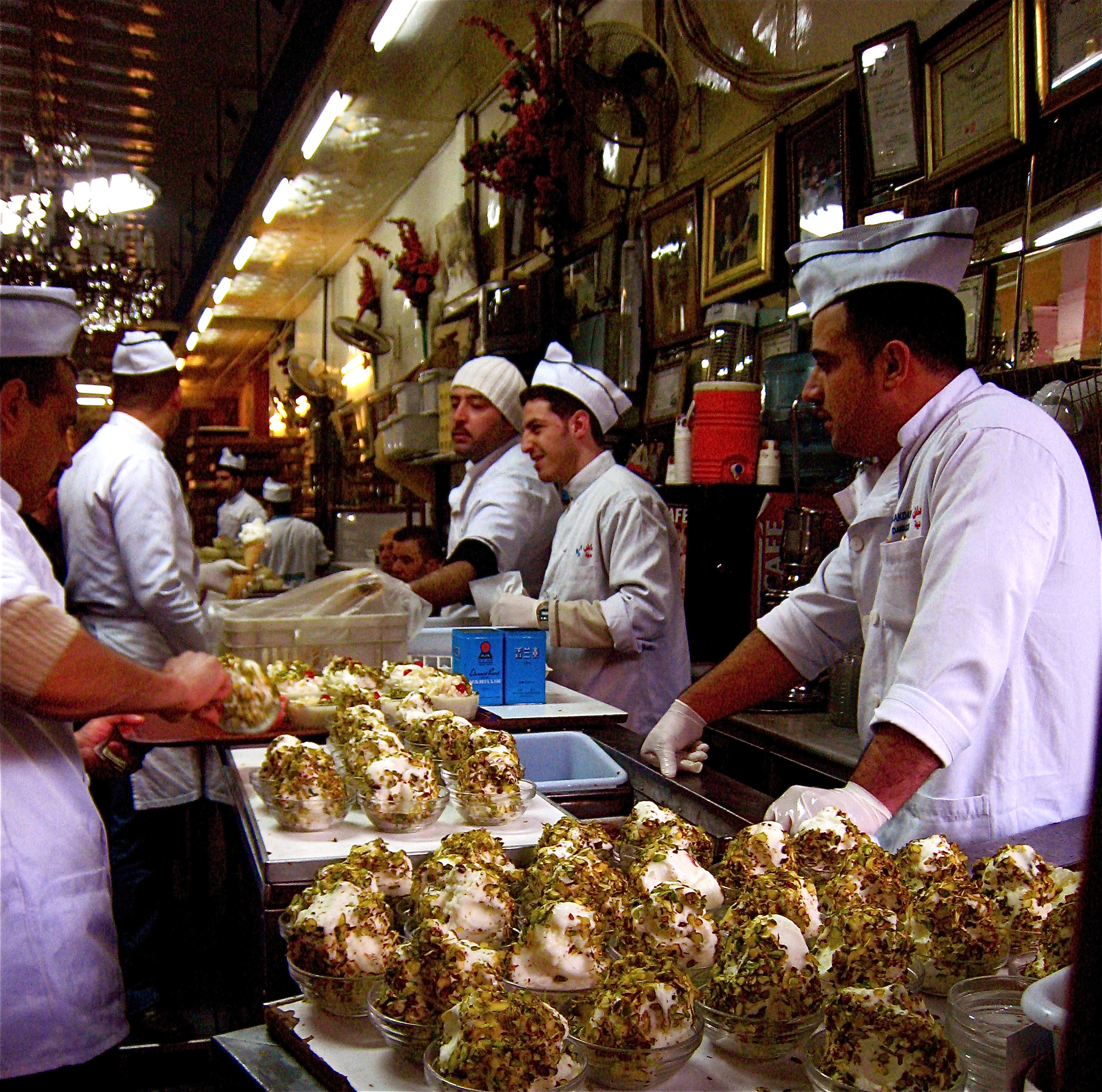
Bakdash är ett glasskafé från 1895 i centrala Damaskus. Ställets specialitet är handgjord vaniljglass serverad med pistaschströssel.

- Gräddglass, tillverkad av bland annat grädde och socker.
- Sojaglass
- Sorbet
- Gelato
- Sherbet
- Isglass
- Mjukglass
- Dondurma
- Parfait

Hushållsglass (även dessertglass) är den svenska benämningen på konsumentförpackad glass för "hushållskonsumtion", vanligen försåld i förpackningar med 0,5 till 2 liter glass. Den förekommer som mjölkglass (med minst 3 procent fett och ibland omnämnd som lättglass) eller som gräddglass (minst 8 procent fett). Hushållsglass förekommer i många smakvarianter.

### Tillagad glass

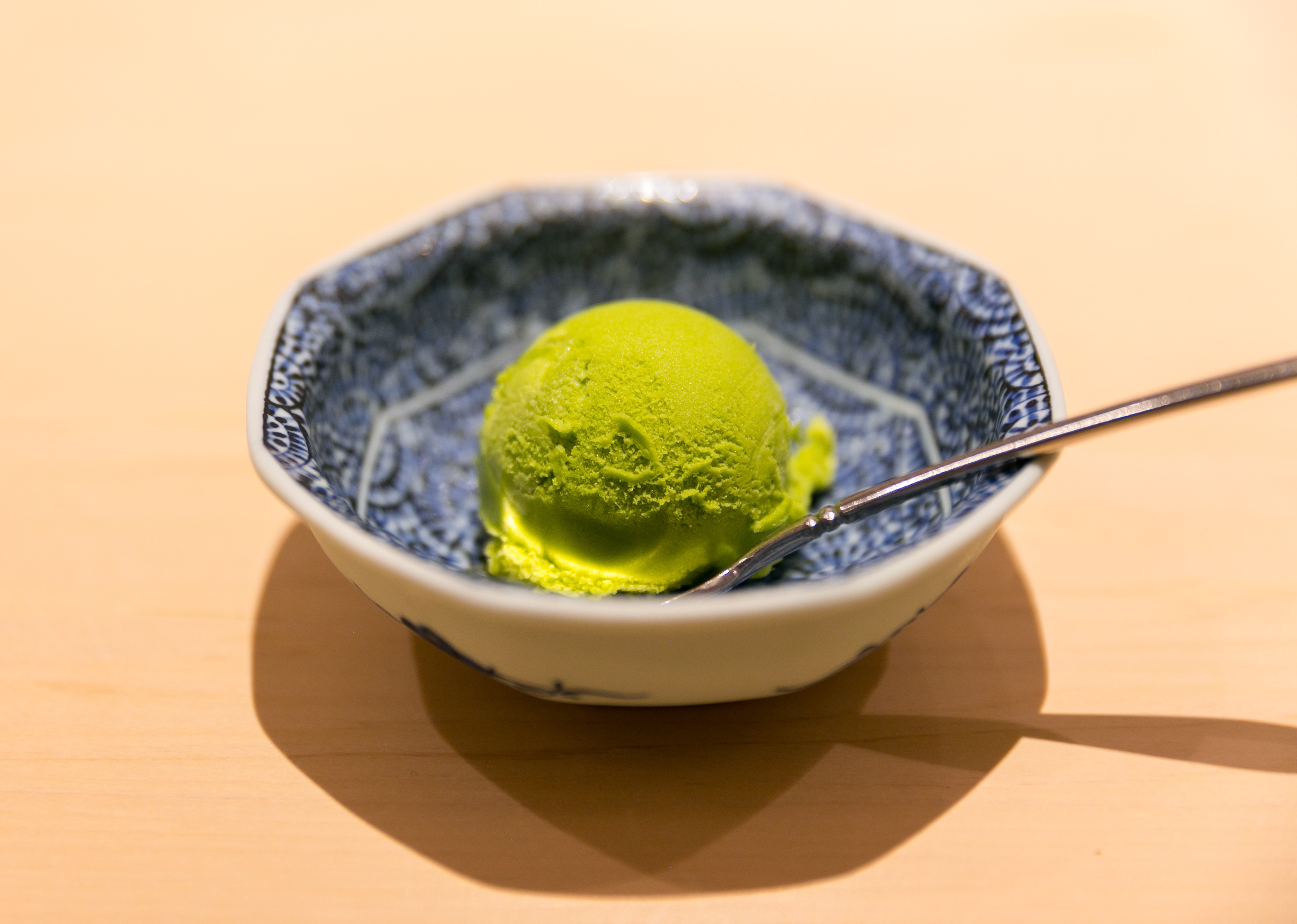
Japansk glass gjord på grönt te.

Glass serveras vanligen i fruset tillstånd och den smälter i rumstemperatur. Det finns emellertid desserter som består av eller innehåller tillagad (ofta uppvärmd) glass. En vanligt förekommande dessert är glace au four, (eng. Baked Alaska, fr. Omelette Norvegienne) som ofta tillagas genom att man täcker en sockerkaksbotten med glass och toppar den med marängsmet gjord på hårt vispad äggvita. Ingredienserna placeras lämpligen i en ugnsfast form med relativt höga kanter som ställs i ugnen tills det att marängen fått färg men glassen fortfarande är hård. Marängen fungerar som isolering vilket tillsammans med den korta bakningstiden ger varm maräng på utsidan men kall glass i mitten.

## Glass i olika länder
Varianter och smaker varierar mellan länder och kan till exempel avse Air batu campur, en glassefterrätt från Penang, Brunei och Singapore gjord av hyvlad is. Andra ingredienser är röda bönor, palmfrön, sockermajs, gräsgelé och kuber av agar, aloe vera,  durian, kondenserad mjölk,  palmsockersirap, kokosmjölk och chokladsås-topping.
Kulfi är en glassort från Indien, Pakistan, Bangladesh och Nepal, med olika smaker som saffran, rosvatten, mango, kardemumma, hallon och pistasch. Halo halo är en filippinsk glass som innehåller hyvlad is, nötter, röda bönor, jackfrukt, blåbär och kokosmjölk. Turkisk glass, dondurma, kan smaksättas med mastix och orkidémjölet salep.

### Sverige

#### Regler i Sverige
I Sverige finns sedan 2002 inga regler för vad glass måste innehålla. Detta regleras istället genom en branschöverenskommelse via den europiska organisationen Euroglaces. Däremot regleras att det som i Sverige kallas för gräddglass genom att den måste innehålla åtta procent mjölkfett, dvs grädde eller smör. Dessutom är saftis, enligt svenskt regelverk, en glass som innehåller minst 10 gram citrusfrukt eller 15 gram annan frukt per 100 gram färdig produkt. Sherbet är i grunden detsamma som saftis, men innehåller även 1-3 gram fett samt 1 gram mjöltorrsubstans per 100 gram färdig produkt. Sorbet är inte reglerat i svensk lagstiftning och kräver således ingen särskild sammansättning av ingredienser, men används vanligen om sherbetprodukter.[källa behövs]

#### Nedlagda glassmärken i Sverige
- Svenska Glasskiosken
- Åhus Glass

## Konsumtion
I Nya Zeeland konsumeras mest glass i världen (2025), cirka 28,5 liter per person och år. Nyzeeländarnas favoritsmaker på glass är vanilj och en som kallas hokey pokey. I jämförelse konsumerar Finland cirka 14 liter per person och år (2025) och Sverige 12 liter per person och år (2025). Favoritglassmärket i Finland 2025 var Ben & Jerry's.